# Эдвардс, Стивен
Стивен Эдвардс (англ. Steven J. Edwards) (1957 — 2016) — программист, магистр математических наук, доработавший нотацию Форсайта — Эдвардса.

## Биография
Занимался программированием компьютерных шахмат, скоординировал и определил стандарты PGN и EPD, а также описание позиции FEN.
В 1994 году он представил формат базы таблиц эндшпиля с ходами до мата, названный таблицами Эдвардса. Является автором нескольких шахматных программ и наборов инструментов: Spector, Symbolic, пакета Chess in Lisp (CIL), портативного интерпретатора ChessLisp, Chess for Arduino Mega Myopic и Chess in Pascal CookieCat. Принимал активное участие в вычислениях Perft, где вычислил и проверил perft начального положения до глубины 13, которая теперь доступна в On-Line Encyclopedia of Integer Sequences.
Умер в своём доме в Реймонде, штат Нью-Гэмпшир, всего через несколько недель после смерти его отца Джеймса Эдвардса (англ. James Edwards), который познакомил его с шахматами.

## Публикации
- Steven Edwards (1995). Automated Communication for Computer Chess Events. Computer Chess Reports Vol. 5 No. 3+4 pp. 22.
- Steven Edwards (1995). ICCA Rules. Computer Chess Reports Vol. 5 No. 3+4, pp. 22.
- Steven Edwards and the Editorial Board (1995). An Examination of the Endgame KBNKN. ICCA Journal, Vol. 18, No. 3.
- Steven Edwards (1995). Comments on Barth’s Article “Combining Knowledge and Search to Yield Infallible Endgame Programs.” ICCA Journal, Vol. 18, No. 4.
- Steven Edwards (1996). An Examination of the Endgame KBBKN. ICCA Journal, Vol. 19, No. 1.